# 芒果织纹螺
芒果织纹螺（学名：Nassarius mangelioider），是新腹足目织纹螺科织纹螺属的一种。主要分布于中国大陆，常栖息在潮间带。